# Mein rasend Herz
Mein rasend Herz ist das achte Studioalbum der Band In Extremo. Das Album enthält neben den von der Band selbst komponierten, in Hochdeutsch verfassten Liedern die Aufbereitung von vier historischen Kompositionen. Die Musiker setzten sowohl elektronisch verstärkte, moderne, als auch eine große Anzahl mittelalterliche Instrumente ein.

## Entstehung
Im November 2004 mietete sich In Extremo in die Principal Studios, einem umgebauten ehemaliger Bauernhof in Ottmarsbocholt im Münsterland ein. Unter der Leitung der Produzenten Jörg Umbreit und Vincent Sorg spielte die Band die Titel für das Album innerhalb von sechs Wochen ein. Anfang Mai 2005 kam zunächst die Single Nur ihr allein auf den Markt, bevor am 30. Mai 2005 Mein rasend Herz veröffentlicht wurde.

## Musik und Texte
Wie bereits bei den vorangegangenen Alben von In Extremo sind sowohl Texte als auch Musik als Gemeinschaftsarbeit der gesamten Band angegeben. Es geht in den bandeigenen Texten, die in hochdeutsch verfasst sind, um Liebe, Schmerz und Tod und um das Vagabundenleben der Spielleute, der Gaukler und der Seefahrer.
Die Band sucht ständig nach mittelalterlicher Lyrik, die sie in der Originalsprache wiedergibt und nach ihrem Verständnis musikalisch interpretiert. So ist das Wessebronner Gebet ein althochdeutsches Gedicht aus dem 8. Jahrhundert und Tannhuser ein Lied des Minnesängers Tannhäuser aus dem 12. Jahrhundert, das die Band mit ausschließlich akustischen Instrumenten wiedergibt. Poc Vecem stammt von dem Troubadour Peire Vidal und ist in okzitanischer Sprache verfasst. Hier ist Gastmusiker Robert Beckmann an der Fidel und als Sprecher zu hören. Bei Fontaine la Jolie handelt es sich um ein bretonisches Volkslied.
Das Lied Liam ist eine Zusammenarbeit von In Extremo mit dem Musiker Rea Garvey, welcher dem Lied einen gälischen Text gab und zudem bei den Aufnahmen als Gastsänger teilnahm. Es geht darin um die Trauer einer jungen Frau, deren Geliebter auf See umkam.
Im Liebeslied Horizont, das Gastsängerin Marta Jandová zusammen mit Michael Rhein („Das letzte Einhorn“), dem Frontmann von In Extremo singt, geht es um die Reue eines Seemanns in der Stunde seines Todes.
In ihrer Musik setzt die siebenköpfige Band elektronisch verstärkte Musikinstrumente wie E-Gitarre, E-Bass und Schlagzeug ein, die mit akustischen und teilweise historischen Instrumenten, wie drei dominanten Sackpfeifen, Schalmeien, einer Harfe und einer Nyckelharpa, unterstützt werden.

## Titelliste
1. Raue See – 4:29
2. Horizont – 3:38
3. Wessebronner Gebet – 4:25 (althochdeutsches Gedicht aus dem 8. Jahrhundert)
4. Nur ihr allein – 3:54
5. Fontaine la Jolie – 4:37 (bretonisches Volkslied)
6. Macht und Dummheit – 4:13
7. Tannhuser – 3:08 (Tannhäuser)
8. Liam – 3:48
9. Rasend Herz – 4:05
10. Singapur – 3:53
11. Poc Vecem – 4:36 (Peire Vidal)
12. Spielmann – 3:32

## Singles
Die Single Nur ihr allein aus 2005 enthält zusätzlich eine Liveversion der Lieder Hiemali tempore und Vollmond. Die Lyrik zu Hiemali tempore wurde in den Carmina Burana überliefert und von In Extremo in ihrer Interpretation in lateinischer Sprache erstmals 1998 auf dem Album Weckt die Toten veröffentlicht.
Das Lied handelt von Spielern, die im Winter in der warmen Schenke nach einem Trinkgelage um ihre Kleidung würfeln. Vollmond, das erstmals im Jahr 2000 als Single veröffentlicht wurde, ist eine Komposition von In Extremo und handelt von Vampiren.
Die zweite Singleauskoppelung mit dem Titel Horizont erschien im September 2005. Zudem enthält sie den Titel Spielmanns Wiederkehr und, live von der „Burgentour“, die Lieder Captus est und Mein rasend Herz.
Die Teilnahme von In Extremo beim Bundesvision Song Contest 2006 mit einer deutschen Version des Liedes Liam dokumentiert die gleichnamige Single vom Februar 2006. Darauf ist das Lied in deutscher und in gälischer Sprache und in einer Liveversion enthalten. Zudem beinhaltet die CD eine Videoaufzeichnung des Bundesvision-Beitrages. Die Band hatte bei der Veranstaltung am 9. Februar 2006 in Wetzlar den dritten Platz erreicht.

## Die Tournee
Das Konzert in der Berliner Columbiahalle vom 24. September 2005 im Rahmen der Mein-rasend-Herz-Tour wurde unter dem Titel Raue Spree 2005 am 10. Februar 2006 als DVD veröffentlicht.

## Resonanz
Das Album erreichte den dritten Platz in den deutschen, Platz 22 in den österreichischen und Platz 40 in den Schweizer Charts. Für mehr als 100.000 verkaufte Einheiten erhielt es in Deutschland im Dezember 2016 eine Goldene Schallplatte.